# Ferrovia Padova-Piazzola-Carmignano
La ferrovia Padova–Piazzola–Carmignano è una linea ferroviaria aperta nel 1911 e dismessa nel 1958.

## Storia
La costruzione di una ferrovia tra Padova e Piazzola sul Brenta si deve al conte Paolo Camerini, il quale aveva attuato un piano di industrializzazione della cittadina veneta con la costruzione, tra le altre, di una centrale elettrica, due fornaci per laterizi, una fabbrica di acido solforico, una di concimi chimici, un cementificio e uno iutificio.
Nel 1908 la Società anonima per la ferrovia Padova-Piazzola, con sede a Padova, ottenne la concessione della linea. La concessione prevedeva che la linea si diramasse dall'esistente ferrovia Padova-Bassano; a causa della costruzione di un binario di raccordo tra la Padova-Bassano e la Monselice-Padova, nel 1909 il progetto fu modificato prevedendo la costruzione di una stazione indipendente da quella delle FS e un raccordo con le ferrovie statali. La ferrovia fu costruita dalla ditta Aurelio Gallegari di Parma e inaugurata il 2 aprile 1911.
Durante la prima guerra mondiale la linea, situata nelle retrovie, fu impiegata per il trasporto dei militari in riposo e delle merci per i fronti del Grappa e degli altipiani di Asiago.
Il 6 dicembre 1923 fu inaugurato il prolungamento (concesso l'anno precedente), della linea da Piazzola a Carmignano di Brenta, congiungendosi alla ferrovia Vicenza-Treviso. Camerini progettò di prolungare la linea sino a Thiene: per ragioni politiche tale prolungamento non fu attuato e la società ferroviaria finì nelle mani della Banca Commerciale Italiana.
Con lo scoppio del secondo conflitto mondiale il personale della ferrovia fu militarizzato, e la ferrovia subì pesanti danni: il 16 dicembre 1943 la stazione capolinea di Padova Borgo Magno fu bombardata e gravemente danneggiata, e il 24 ottobre 1944, in un altro bombardamento, fu distrutto parte del materiale rotabile.
Terminata la guerra la linea fu ricostruita, ma la diffusione dei trasporti su gomma e il fatto che la ferrovia fosse in sede promiscua, attraversando l'abitato di Limena portarono dal 1951 a sostituire parte delle corse ferroviarie con autobus. Con atto del 26 agosto 1958 il Ministro dei trasporti Armando Angelini decretò la trasformazione della ferrovia in autolinea, attuata dal 1º gennaio 1959.

## Percorso
| Unknown route-map component "d" | Unknown route-map component "CONTgq" | Unknown route-map component "STR+r" |

| Unknown route-map component "cd" | Unknown route-map component "cd" + Unknown route-map component "exKBHFa" | Station on track |

|  | Unknown route-map component "c" | Unknown route-map component "exv-STR" + Unknown route-map component "exv-SHI3+l" | Unknown route-map component "exSHI3r" + Unknown route-map component "ABZgl" + Unknown route-map component "BS2c2" | Unknown route-map component "cSTRq" + Unknown route-map component "dSTR3h+l" | Unknown route-map component "dCONTfq" |

|  | Unknown route-map component "d" | Unknown route-map component "exSTR" | Unknown route-map component "vABZgl-STRo" | Unknown route-map component "dCONTfq" |

| Unknown route-map component "d" | Unknown route-map component "CONTgq" | Unknown route-map component "xdKRZo" | One way rightward + Unknown route-map component "STRr+1h" | Unknown route-map component "dBS2c4" |

|  | Unknown route-map component "exKRWgl" | Unknown route-map component "exKRW+r" |

|  | Unknown route-map component "exKRWg+l" | Unknown route-map component "exKRWr" |

| Unknown route-map component "exHST" |

| Unknown route-map component "exBHF" |

| Unknown route-map component "exBHF" |

| Unknown route-map component "exHST" |

| Unknown route-map component "exdCONTgq" | Unknown route-map component "exSTRq" | Unknown route-map component "exKRZo+xk2" | Unknown route-map component "exkABZq+3" | Unknown route-map component "exdCONTfq" |

| Unknown route-map component "exkABZg+1" |

| Unknown route-map component "exBHF" |

| Unknown route-map component "exSTRc2" | Unknown route-map component "exABZg3" + Unknown route-map component "exBST" |  |

| Unknown route-map component "exCONT1" | Unknown route-map component "exSTR+c4" |  |

| Unknown route-map component "exHST" |

| Unknown route-map component "exBHF" |

| Unknown route-map component "exBHF" |

|  | Unknown route-map component "d" + Unknown route-map component "exSTR" | Unknown route-map component "STR+l" | Unknown route-map component "dCONTfq" |

| Unknown route-map component "d" | Unknown route-map component "vexBHF-STR" |

| Unknown route-map component "d" | Unknown route-map component "xvSHI2g+l-" |

| Station on track |

| Unknown route-map component "CONTgq" | One way rightward |  |

| Unknown route-map component "exCONTg" |

| Unknown route-map component "exBST" |

|  | Unknown route-map component "exABZgl" | Unknown route-map component "exCONTfq" |

| Unknown route-map component "exDST" |

| Unknown route-map component "exKDSTe" |